# جان بوید دانلوپ
جان بوید دانلوپ (انگلیسی: John Boyd Dunlop; ۵ فوریهٔ ۱۸۴۰ – ۲۳ اکتبر ۱۹۲۱) کارآفرین و مخترع اهل بریتانیا بود، که شرکت دانلوپ تایرز را تأسیس کرد.

## زندگی
در سال ۱۸۴۰ در اسکاتلند چشم به جهان گشود. از ۱۹ سالگی حرفهٔ دامپزشکی را پیشه کرد و در بلفاست، مرکز ایرلند، سکنی برگزید. در این مدّت، یک تایر بادی ساخت و ان را روی سه چرخهٔ فرزندش، آزمایش نمود. این آزمایش موفّقیّت آمیز بود و دانلوپ، تایر بادی را به عنوان اختراع خویش به ثبت رساند و شرکت دانلوپ تایرز را تأسیس نمود.